# Stéphanie Lachance
 (octobre 2018).
Si vous disposez d'ouvrages ou d'articles de référence ou si vous connaissez des sites web de qualité traitant du thème abordé ici, merci de compléter l'article en donnant les références utiles à sa vérifiabilité et en les liant à la section « Notes et références ».
Stéphanie Lachance est une femme politique québécoise.
Elle est députée à l'Assemblée nationale du Québec de la circonscription de Bellechasse depuis les élections générales du 1er octobre 2018.

## Résultats électoraux
|                                                                                               | Nom                     | Parti            | Nombre de voix | %      | Maj.  |
| --------------------------------------------------------------------------------------------- | ----------------------- | ---------------- | -------------- | ------ | ----- |
|                                                                                               | Stéphanie Lachance      | Coalition avenir | 15 065         | 45,7 % | 3 453 |
|                                                                                               | Michel Tardif           | Conservateur     | 11 612         | 35,3 % | -     |
|                                                                                               | Jean-Daniel Fontaine    | Parti québécois  | 2 908          | 8,8 %  | -     |
|                                                                                               | Jérôme D'Auteuil Sirois | Québec solidaire | 1 988          | 6 %    | -     |
|                                                                                               | François Bégin          | Libéral          | 1 360          | 4,1 %  | -     |
| Total                                                                                         | Total                   | Total            | 32 933         | 100 %  |       |
| Le taux de participation lors de l'élection était de 73,9 % et 497 bulletins ont été rejetés. |                         |                  |                |        |       |

|                                                                                               | Nom                       | Parti                | Nombre de voix | %      | Maj.  |
| --------------------------------------------------------------------------------------------- | ------------------------- | -------------------- | -------------- | ------ | ----- |
|                                                                                               | Stéphanie Lachance        | Coalition avenir     | 16 302         | 53,8 % | 8 079 |
|                                                                                               | Dominique Vien (sortante) | Libéral              | 8 223          | 27,2 % | -     |
|                                                                                               | Benoit Comeau             | Québec solidaire     | 2 272          | 7,5 %  | -     |
|                                                                                               | Benoît Béchard            | Parti québécois      | 2 198          | 7,3 %  | -     |
|                                                                                               | Dominique Messner         | Conservateur         | 976            | 3,2 %  | -     |
|                                                                                               | Simon Guay                | Bloc pot             | 200            | 0,7 %  | -     |
|                                                                                               | Sébastien Roy             | Alliance provinciale | 103            | 0,3 %  | -     |
| Total                                                                                         | Total                     | Total                | 30 274         | 100 %  |       |
| Le taux de participation lors de l'élection était de 70,1 % et 535 bulletins ont été rejetés. |                           |                      |                |        |       |